# Шеера
Шеера — единокровная дочь Ефрема, родоначальника колена Ефремова. 
Шеера построила или укрепила города Беф-Орон нижний и верхний и Уззен-Шееру. Беф-Орон назначен был левитам и позже был укреплен Соломоном.
Герберт Локьер (1886–1984) предполагал, что Шеера «должна была быть женщиной, обладающей большой физической силой», в то время как Антье Лабан и Эхуд Бен Цви отмечают, что «её престиж остался в обществе высоким», поскольку построенный ей город Уззен-Шира продолжал носить её имя и после смерти Шееры.